# راه آب قدیم شاهرود
راه آب قدیم شاهرود مربوط به دوره قاجار است و در شهرستان شاهرود، کوه‌های مشرف به مسجدجامع واقع شده و این اثر در تاریخ ۳۰ تیر ۱۳۸۴ با شمارهٔ ثبت ۱۲۲۷۴ به‌عنوان یکی از آثار ملی ایران به ثبت رسیده است.